# Agustín de Jáuregui
Agustín de Jáuregui y Aldecoa, né en 1711 (ou en 1708, selon certaines sources) à Lecároz, dans la commune de Baztán, en Navarre espagnole, et mort en 1784 à Lima, au Pérou, était un militaire et haut fonctionnaire colonial espagnol. Il occupa le poste de gouverneur royal du Chili de 1772 à 1780 et de vice-roi du Pérou
de 1780 à 1784.
En tant que gouverneur du Chili, il mit en place un service postal et une administration d’état civil, ordonna la création d’établissements d’enseignement (dont un à l’intention de la population indienne), prit des mesures pour renforcer la défense territoriale et l’ordre public, entreprit de réformer la collecte d’impôts, et s’entendit avec les indigènes vivant dans le sud du territoire. En qualité de vice-roi du Pérou, il eut à affronter la grande insurrection indienne de Túpac Amaru, laquelle sera durement réprimée.

## Ascendances et carrière militaire
Fils de Matías de Jáuregui et de Juana María de Aldecoa Jáuregui, Agustín de Jáuregui naquit à Lecároz, dans l’actuelle commune de Baztan, en Navarre espagnole. Engagé dans l’armée à l’âge de 25 ans, il servit à Carthagène des Indes (actuelle Colombie) pendant le siège mis devant la ville par les Britanniques en 1740. Il monta au rang de lieutenant-général, et fut fait chevalier de l’ordre de saint Jacques.
Avant sa nomination au poste de gouverneur du Chili, il servit encore au Honduras, à Porto Rico et à Cuba. En 1772, alors qu’il séjournait en Espagne, il fut désigné gouverneur du Chili par décision du roi Charles III, et s’embarqua en octobre de cette même année pour le Pérou en compagnie de son fils Tomás, tandis que sa femme, dame originaire de la Havane, qu’il avait épousée dans cette ville, restait en Espagne.

## Gouvernorat du Chili
De mars 1772 à juillet 1780, période durant laquelle il exerça la fonction de gouverneur du Chili, Jáuregui s’appliqua à mettre en œuvre une série de réformes administratives et gouvernementales. Ainsi, en avril 1775, mit-il en place le premier service postal terrestre du Chili, et fit-il procéder entre 1777 et 1778 à un enregistrement général d’état civil, ce qui lui permit ensuite de réaliser le premier recensement de la population du Chili et d’établir le chiffre de population de la capitainerie à 259 646 habitants en 1778.
En juin 1772, il édicta une ordonnance rigoureuse relative à la préservation de l’ordre public. Il ne fut plus permis de porter des armes en public ; le vol d’animaux devint passible de flagellation ; les magasins étaient tenus de fermer à heure due sous peine d’amende. Après concertation avec l’évêque Manuel de Alday y Aspée, il limita le droit d’asile dans les églises à seulement deux d’entre elles, les églises Santa Ana et San Isidro.
En 1772, il entreprit de réformer le système de perception fiscale. Il mit fin, en ce qui concerne tout un ensemble d’impôts, au système de la ferme générale (c'est-à-dire au recouvrement de l’impôt direct par des tiers, en contrepartie d’un pourcentage de la somme recueillie), et requit que les impôts, y compris les droits de douane, fussent payés directement à la Couronne. Les réformes se heurtèrent à la mauvaise grâce des marchands, mais Jáuregui persévéra à les mettre en application.
Il eut une série de réunions formelles avec les chefs indigènes ; ainsi rencontra-t-il en avril 1774 leurs ambassadeurs à Santiago ainsi que plusieurs de leurs chefs lors du parlement de Tapihue de décembre 1774. L’un des accords alors conclus concernait la création, par les soins des jésuites, d’une école destinée aux Indiens : le collège Saint-Paul (Colegio de San Pablo), qui ouvrit ses portes en avril 1775 à Santiago.
Jáuregui présida au lancement des travaux de construction de la cathédrale de Santiago ; celle-ci, réalisée selon les plans de l’architecte italien qu’il avait engagé, Joaquín Toesca, fut consacrée le 8 décembre 1775. D’autre part, la Real Universidad de San Felipe fut agrandie sous son mandat, et l’académie de Médecine légale fondée et rattachée à l’université.
En 1776, dans le cadre de la création de la vice-royauté du Río de la Plata, la capitainerie générale du Chili se vit amputée de sa province de Cuyo, avec les villes de Mendoza, San Juan et San Luis.
En 1777, Jáuregui mit en place un système de milices propre à défendre le territoire contre le brigandage ou à mener d’autres actions militaires. Chaque unité était requise de financer elle-même uniformes et armements et devait rester en état d’alerte et subir inspections et revues à intervalles réguliers. Furent créés ainsi deux régiments de cavalerie, de 1 400 hommes, et un nouveau régiment d’infanterie de 800 hommes. Quant à l’armée professionnelle, Jáuregui fit redistribuer les troupes le long de la frontière dans la province d'Arauco, ainsi qu’à Santiago. Sa proposition tendant à rehausser la solde des troupes fut agréée par Charles III en janvier 1778.
En 1778, par décret royal, le libre échange fut institué dans différents ports tant en Espagne qu’en Amérique, incluant Valparaíso et Concepción au Chili. Le même décret autorisait aussi l’itinéraire de navigation longeant le cap Horn, ce qui signifia un important avantage pour la colonie.
Toujours en 1778, le Colegio de San Carlos (également dénommé Convictorio Carolino) fut fondé à Santiago, en remplacement du Convictorio de San Francisco Javier, qui avait été administré par les jésuites jusqu’à leur expulsion.

## Vice-roi du Pérou
Jáuregui fut nommé en 1780 vice-roi du Pérou. À la réception organisée en son honneur le 20 juillet, une allocution de bienvenue fut prononcée par l’intellectuel péruvien José Baquíjano.
À peine les festivités en l’honneur de son arrivée étaient-elles terminées à Lima, que Jáuregui eut à affronter l’insurrection indienne dirigée par José Gabriel Condorcanqui, alias Túpac Amaru II. Ce dernier se disait le descendant direct du dernier empereur inca de Vilcabamba, Túpac Amaru 1er, qui avait été décapité en 1572 sur ordre du vice-roi Francisco de Toledo. Túpac Amaru II, chef traditionnel (cacique) jouissant de propriétés, d’un commerce et de prestige dans la région de Cuzco, avait 40 ans lorsque, las de subir les prévarications des corrégidors et de leurs auxiliaires et les réformes du visitador (inspecteur d’administration) José Antonio de Areche, réformes tendant à augmenter les impôts et les tributs infligés à la population indigène, déclencha le 4 novembre 1780, après avoir secrètement conspiré depuis 1778, sa Grande Rébellion, ainsi qu’elle vint à être appelée. Ce jour-là, Túpac Amaru emprisonna et condamna à la potence le corrégidor de Tinta, Antonio de Arriaga, puis, haranguant des milliers de ses partisans à Tungasuca, annonça l’abolition de la mita (corvée minière indienne), de l’obraje (autre forme de travaux forcés), de l’esclavage des noirs et des taxes sur le commerce, et proclama la mise à pied des corrégidors.
Finalement vaincu en 1781 par les troupes espagnoles, capturé et emprisonné, Túpac Amaru passa en jugement moins d’un mois après et fut exécuté en place publique par écartèlement le 18 mai 1781 à Cuzco, en même temps que sa femme Micaela Bastidas et d’autres chefs insurgés et membres de sa parentèle. Son cadavre fut ensuite dépecé, et les morceaux expédiés dans différentes localités indiennes afin d’y être exposés en guise d’avertissement, tandis que d’autres rebelles continuaient d’être torturés et exécutés entre 1781 et 1783.
Cependant, le mécontentement persistait parmi les indigènes, en particulier en raison du système du repartimiento et de la mita, ce dont Jáuregui fit rapport à la cour. Il s’attacha par ailleurs à consolider les défenses, la milice et le service postal de la vice-royauté.
Le 6 avril 1784, il laissa son poste en faveur de son successeur Teodoro de Croix et mourut peu de jours plus tard à Lima, vraisemblablement par suite d’une apoplexie.

## Sources
- (es) Diego Barros Arana, Historia Jeneral de Chile, vol. VI, Santiago du Chili, Rafael Jover, 1886 (lire en ligne).
- (es) Vicente Carvallo y Goyeneche, Descripción Histórica y Geografía del Reino de Chile Vol. II (1626 - 1787), vol. IX, Santiago (Chili), Miguel Luis Amunategui, Instituto Chileno de Cultura Hispánica, Academia Chilena de la Histoire, Imprenta de La Estrella de Chile, 1875, 483 p. (lire en ligne).
- (es) Claudio Gay, Historia física y política de Chile (1749-1808), vol. IV, Paris (France), En casa del autor, 1848, 506 p. (lire en ligne).
- (es) José Toribio Medina, Diccionario Biográfico Colonial de Chile, Santiago du Chili, Imprenta Elzeviriana, 1906, 1006 p. (lire en ligne), p. 126–127.
- (es) José Pérez García, Historia Natural, Militar, Civil y Sagrada del Reino de Chile (Vol. II), vol. XXIII, Santiago du Chili, José Toribio Medina, Instituto Chileno de Cultura Hispánica, Academia Chilena de la Histoire, Imprenta Elzeviriana, 1900 (lire en ligne).